# 东方明珠移动电视
东方明珠移动电视是上海市于在公交、地铁及各类楼宇、标志性文化场所和旅游集散地等公共场所播放的一个公共数字电视服务，2003年1月1日开播，是中国大陆首个移动电视服务系统。该媒体是中国首家官方户外数字移动电视媒体，采用无线数字电视广播传输技术。东方明珠移动电视的播放内容主要涵盖：新闻资讯、生活百科、天气预报和公共信息发布等。

## 发展沿革
东方明珠移动电视服务开播于2003年1月1日，利用上海地区广播电视信号传输业务和数字移动电视接收项目,在各类移动载体上实施数字电视地面传播。2003年8月，东方明珠移动电视成功在2500余辆公交车、市区所有的轮渡码头、40多艘浦江游轮和2条往来上海市区与崇明的快速客轮上安装，覆盖了200多万市民，并对上海的旅游、平面等初步显示了辅助性效应。之后，该数字电视服务在上海的写字楼等公共场所也逐步推广，到2004年6月，东方明珠移动电视已在上海市区130多条公交线路、全部轮渡码头、浦江游轮、100多家便利店、100多辆出租车以及部分三级甲等医院、连锁快餐店、100多家24小时便利店、东方绿舟等诸多重要的公共场所成功开播，总平台数近6000个，覆盖人口约300万。2005年，该电视服务又在上海600多栋高楼内铺开，出租车播放数达到了6000辆，且在内容上进一步更新，推出了多款贴近上海市民生活的栏目，调查报告显示，东方明珠移动电视在市民中的认知度达97.7%。截止2013年7月，东方明珠移动电视已在公共交通、楼宇、水上巴士等拥有共32000个收视终端，辐射上海19个商圈，节目每天传至近1800万市民。

## 播放与收视
东方明珠移动电视目前覆盖范围是上海全市的公交系统、楼宇以及大型商圈和公共场所等，并辐射诸如徐家汇等上海主要的19个商业中心，已经实现了市区内100%完全覆盖。播出内容主要有时事新闻如：新闻联播和东方新闻等；方面市民生活的各类资讯信息，市民可以通过调频98.1同步收听，如：空气质量预报、旅游方向盘、防范小贴士和市民信箱等等；百科知识类栏目：如中华五千和食品安全小贴士等等。据调查显示收看该电视服务的观众年龄大体介于18—40岁，收入超过3000元/月，为文化层次高，生活质量高，可支配收入多，消费能力强的市民群体。数据分析还显示，多数上海市民对东方明珠移动电视所提供的服务信息表示认可。此外，该电视服务也成为市民与政府部门沟通的平台之一，市民可以从中较快地获得最新的政策变化信息以及可能对自身生活的影响。从开播以来，东方明珠移动电视多次在行业评比中获得好评和嘉奖。

## 图集

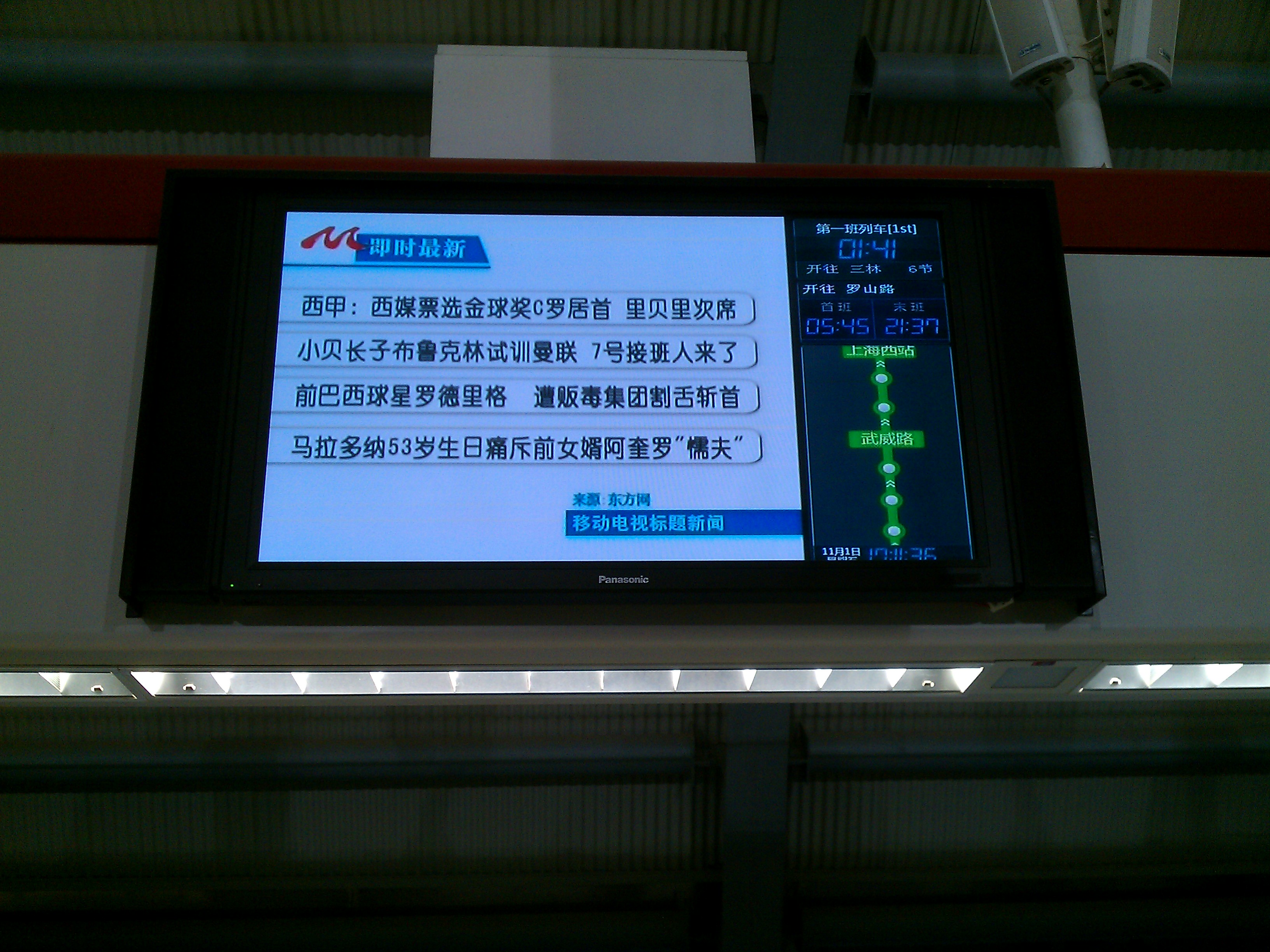
上海地铁车站内的东方明珠移动电视
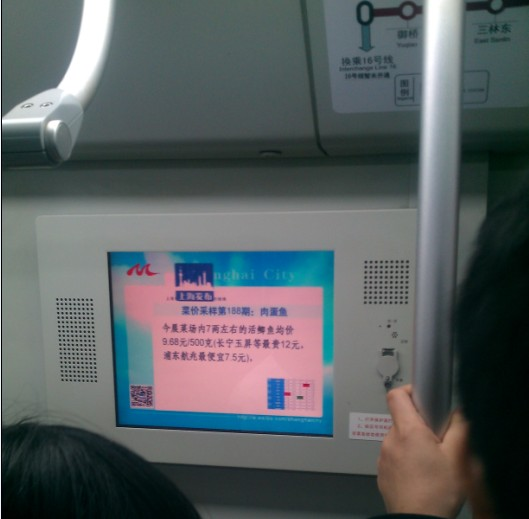
上海地铁车厢内的东方明珠移动电视
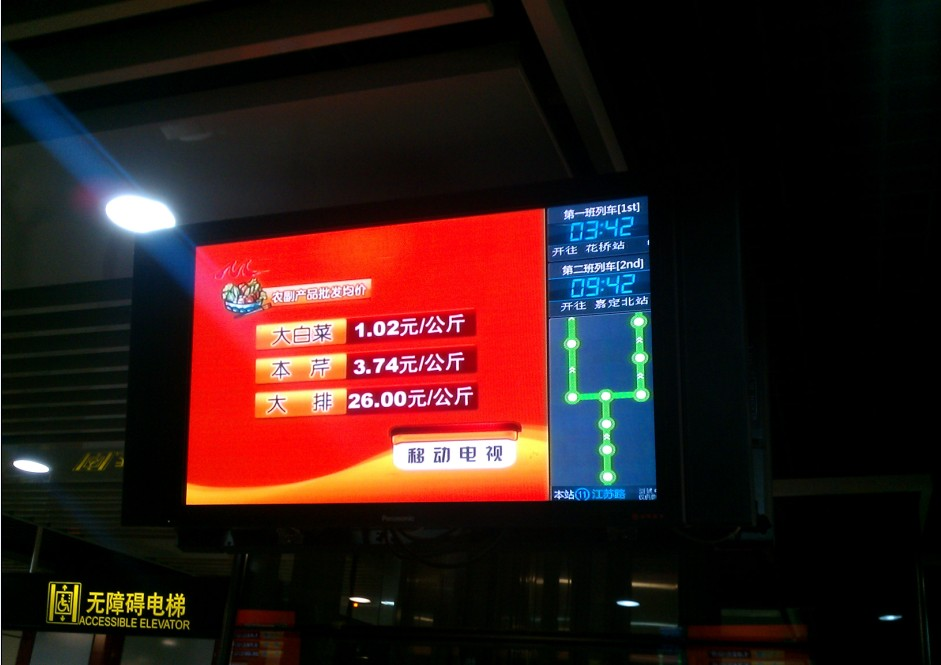
东方明珠移动电视实时发布食品消费价格